# Heimatfilm
Heimatfilm – niemiecki i austriacki gatunek filmowy. Jego prekursorem były filmy górskie (Bergfilm), za ojca gatunku uważa się Petera Ostermayra. Inspiracją bywały powieści Heimatroman, np. Ludwiga Ganghofera lub ludowe utwory Schwank. W III Rzeszy powstał ideologiczny film "Ewiger Wald" (Wieczny las) oraz antypolski Powrót do ojczyzny, "Der Strom" i dziejący się w Czechach "Die goldene Stadt".

## Klasyczne filmy powojenne
| - 1947: Zugvögel - 1949: Menschen in Gottes Hand - 1949: Die seltsame Geschichte des Brandner Kaspar - 1950: Nach Regen folgt Sonne - 1951: Grün ist die Heide - 1952: Am Brunnen vor dem Tore - 1953: Briefträger Müller - 1954: Der Förster vom Silberwald / Echo der Berge - 1955: Die Sennerin von St. Kathrein - 1955: Heimatland - 1955: Die Fischer vom Heiligensee - 1955: Die Mädels vom Immenhof - 1956: Das heilige Erbe - 1956: Der Meineidbauer - 1956: Die Christel von der Post - 1956: Die Fischerin vom Bodensee - 1956: Die Magd von Heiligenblut - 1956: Solange noch die Rosen blüh'n | - 1956: Wo der Wildbach rauscht - 1957: Die Lindenwirtin vom Donaustrand - 1957: Der Pfarrer von St. Michael - 1957: Der Wilderer vom Silberwald - 1957: Vier Mädels aus der Wachau - 1957: Wetterleuchten um Maria - 1958: Der Priester und das Mädchen - 1958: Die Landärztin - 1959: Und ewig singen die Wälder - 1959: Bei der blonden Kathrein - 1960: Wenn die Heide blüht - 1962: Waldrausch - 1965: An der Donau, wenn der Wein blüht - 1972: Grün ist die Heide - 1973: Schloß Hubertus - 1974: Der Jäger von Fall - 1975: Der Edelweißkönig - 1976: Das Schweigen im Walde - 1977: Waldrausch |

Za heimatfilmy uważa się ekranizacje powieści o Heidi, pierwsze z nich powstały jednak w USA, pierwsza niemieckojęzyczna to szwajcarski film z 1952.

## Seriale telewizyjne
Do Heimatfilm nawiązywał serial Klinika w Schwarzwaldzie z lat 1980. Telewizja ZDF emituje Forsthaus Falkenau. W latach 1978–1979 powstał serial Heidi, natomiast najnowsza wersja Heidi (serial telewizyjny 2007) jest francuskojęzyczna.